# English Basketball League
La English Basketball League (EBL) è una lega di pallacanestro maschile e femminile semi-professionale e dilettantistica d'Inghilterra e rappresenta (alla pari con la Scottish National League - SNL) il secondo livello dei campionati del Regno Unito dopo la British Basketball League.

## Storia
Anche se ci fu un primo tentativo di formare un campionato nazionale nel 1960, s'attese fino al 1972 la formazione di una vera e propria Lega Nazionale. La prima stagione comprendeva sei club: Bruno Roughcutters Liverpool, Avenue Leyton London, Loughborough All Stars, RAF Fliers Walsall, Sheffield YMCA Scorpions e Sutton (la futura Crystal Palace).
Dopo diverse stagioni ci fu una espansione della Lega a 10 squadre e nel 1975 l'aggiunta di una serie inferiore, la Division 2. La stagione 1978-1979 è stata la prima ad adottare il formato dei play-off, mentre l'anno dopo fu creato il National Trophy.
Nel 1987  ci fu il trasferimento di parte di alcuni club per formare un campionato professionistico del Regno Unito (la Budweiser Basketball League), l'attuale British Basketball League. L'attuale campionato, semi-professionistico viene chiamato EBL English Basketball League.

## Squadre
- Division 1 2010-11
- BA London Leopards
- Bristol Academy Flyers
- Brixton Topcats
- Coventry Crusaders
- Derby Trailblazers
- Durham Wildcats
- Leeds Carnegie
- Leicester Warriors
- Manchester Magic
- PAWS London Capitals
- Reading Rockets
- Division 2 2010-11
- Birmingham A's
- Bradford Dragons
- Eastside Eagles
- Edmonton Storm
- Glyndwr Nets
- London United - Richmond College
- Mansfield Giants
- Medway Park Crusaders
- Sheffield Arrows
- Team Northumbria
- Tees Valley Mohawks
- Westminster Warriors

## Albo d'oro
| Anno | Naz.                   | Squadra Campione         | Squadra finalista  | Risultato   |
| --- | ---------------------- | ------------------------ | ------------------ | ----------- |
| National Basketball League (1972-1975)                                                                                          |                        |                          |                    |             |
| 1972-73 | Inghilterra (bandiera) | Avenue Leyton London     | /                  | no play-off |
| 1973-74 | Inghilterra (bandiera) | Crystal Palace           | /                  | no play-off |
| 1974-75 | Inghilterra (bandiera) | Embassy Islington London | /                  | no play-off |
| National Basketball League - Division One (1975-1987)                                                                           |                        |                          |                    |             |
| 1975-76 | Inghilterra (bandiera) | Crystal Palace           | /                  | no play-off |
| 1976-77 | Inghilterra (bandiera) | Crystal Palace           | /                  | no play-off |
| 1977-78 | Inghilterra (bandiera) | Crystal Palace           | /                  | no play-off |
| 1978-79 | Inghilterra (bandiera) | Crystal Palace           | Team Fiat Coventry | 75 - 63     |
| 1979-80 | Inghilterra (bandiera) | Crystal Palace           | Team Fiat Coventry | 93 - 85     |
| 1980-81 | Inghilterra (bandiera) | Sunderland               | Crystal Palace     | 96 - 92     |
| 1981-82 | Inghilterra (bandiera) | Crystal Palace           | Sunderland         | 111 - 86    |
| 1982-83 | Inghilterra (bandiera) | Sunderland               | Crystal Palace     | 75 - 74     |
| 1983-84 | Inghilterra (bandiera) | Solent Stars             | Warrington Vikings | 70 - 64     |
| 1984-85 | Inghilterra (bandiera) | Manchester Utd           | Kingston Kings     | 109 - 97    |
| 1985-86 | Inghilterra (bandiera) | Kingston Kings           | Birmingham Bullets | 114 - 97    |
| 1986-87 | Inghilterra (bandiera) | BCP London               | Kingston Kings     | 96 - 82     |
| 1987: viene creta la British Basketball League (BBL), campionato professionistico. Nessuna attività per la seconda lega inglese |                        |                          |                    |             |

## Squadre/Franchigie per numero di vittorie
| National Basketball League / British Basketball League |          |                                                               |
| Franchigia                                             | Vittorie | Anni                                                          |
| Crystal Palace                                         | 7        | 1973-74, 1975-76, 1976-77, 1977-78, 1978-79, 1979-80, 1981-82 |
| Sunderland                                             | 2        | 1980-81, 1982-83                                              |
| Kingston Kings                                         | 1        | 1985-86                                                       |
| Manchester Utd                                         | 1        | 1984-85                                                       |
| Avenue Leyton London                                   | 1        | 1972-73                                                       |
| Embassy Islington                                      | 1        | 1974-75                                                       |
| Solent Stars Southampton                               | 1        | 1983-84                                                       |